# 成武故城址
成武故城址，位于山东省菏泽市成武县成武镇旧城，是中华人民共和国山东省文物保护单位之一。
1992年6月12日，授予山东省文物保护单位，是一座古遗址。